# Marnixplein (Amsterdam)
Het Marnixplein is een plein in Amsterdam-Centrum. De aanduiding plein staat hier alleen voor open ruimte. Het heeft de vorm van een dubbele T-kruising. Het plein is net als kade en straat vernoemd naar Filips van Marnix van Sint-Aldegonde (1540-1598), schrijver, politicus en vertrouweling van Willem van Oranje. Het plein kent in 2017 slechts één gebouw met een oneven huisnummer (Het Marnix op nummer 1), dat de even huisnummering (tussen 104 en 106) van de Marnixstraat onderbreekt. De even huisnummering (2-8) onderbreekt de oneven huisnummering (tussen 213 en 215) van de straat. Ze vormt een oost-westverbinding tussen de oostelijk gelegen Westerstraat en het westelijk gelegen Frederik Hendrikplantsoen. Beide verbindingen komen tot stand via bruggen, naar het westen de Zaagpoortbrug (brug 161) over de Singelgracht en naar het oosten de anonieme brug 128 over de Lijnbaansgracht.

## Geschiedenis
Het plein, meer een brede weg, ontstond in de jaren zeventig van de 19e eeuw als afsluiting van het vierde blok (aan even zijde) arbeiderswoninkjes aan de Schans. Die Schans, toen ook straatnaam, die deel uitmaakte van de toen voormalige stadswal ten zuiden van Bolwerk Karthuizen werd toen volgebouwd met revolutiebouw, goedkope kleine woningen voor een overbevolkte Jordaan. De woningen werden (om ruimte te besparen) vrijwel rug-aan-rug gebouwd, dat wil zeggen zonder veel (soms geen) ruimte tussen de achtergevels. Tegelijkertijd met de woningen moesten er scholen gebouwd worden en zo kwam op deze kop de Zaagpoortschool. Ten zuiden van de westelijke tak, dus tegenover dat schoolcomplex kwam Openbare speeltuin nr. 2 te liggen, voordat men weer verder ging met volbouwen.
Het plein moest steeds aangepast worden aan nieuwe inzichten inzake verkeersstromen, zo werd ook de bebouwing steeds gemoderniseerd. Een grove tijdtabel:
- 1858 aanleg brug 161 met zaagbarrière
- 1862 aanleg brug 128 van de toen net gedempte Anjeliersgracht over de Lijnbaansgracht
- 1866 afschaffen zaagbarrière
- 1875 aanleg
- 1875 bouw Zaagpoortschool
- 1876 bouw wooncomplex Marnixplein 2C-8M (gemeentelijk monument sinds 2004)
- 1881 opening Openbare speeltuin nr. 2
- 1891 opening wijkgebouw Marnixplein 2-2B (gemeentelijk monument sinds 2004)
- 1907 versterking brug 161
- 1913 vernieuwing brug 161
- 1928 verbreding brug 161
- 1939 sluiting Zaagpoortschool en nieuwbouw
- 1946 plaatsing oorlogsmonument Bevrijdingslinde van de Jordaankinderen
- 1953-1955 bouw Marnixbad
- 1967 onthulling beeld Volksvrouw van Henk Henriët
- 2004 renovatie brug 161
- 2004 sloop Marnixbad
- 2004 bouw Het Marnix
- 2009 herinrichting plein in verband met verkeersveiligheid
- 2013 nieuwe herinrichting plein in verband met blijvende verkeersonveiligheid

## Verkeer en vervoer
Het Marnixplein is in de 21e eeuw een drukke verkeersader. Over het plein komen trams en stadsbussen: trams 3, 5, stadsbussen 18, 21 en de nachtbus N88. Het plein bleef na de diverse herinrichtingen bekend als black spot. De verkeerssituatie wordt gezien als onveilig en onoverzichtelijk. Er zijn herhaaldelijk ongelukken gebeurd, waarvan in juni 2009 één met dodelijke afloop, toen een twaalfjarige jongen op zijn fiets werd geschept door een vrachtwagen. De bewoners van het plein en de Marnixstraat hielden uit protest een stille tocht en schilderden zonder toestemming van de gemeente een zebrapad op het plein. Er vinden volgens hen te veel (bijna-)ongelukken plaats. Na de protesten zijn er verkeersdrempels, een extra zebrapad en een fietspad aangelegd.